# Equiürs
Els equiürs (Echiura) són un petit grup d'animals marins. Anteriorment s'havien considerat com un embrancament separat, però ara són universalment considerats com un grup derivat d'annèl·lids. Són un grup de difícil fossilització i els primers espècimens coneguts són del Carbonífer Superior (Pennsylvanià) a Amèrica del Nord. Tanmateix, algun fòssils de caus en forma d'U suggereixen que podrien datar del Cambrià.
La majoria d'equiürs viuen en aigües poc profundes, però també hi ha formes d'alta mar. S'han descrit més de 236 espècies.

## Morfologia
El cos dels equiürs consta d'un tronc y una trompa. La trompa és molt mòbil i de vegades extensible, però no es pot invaginar. Serveix per a la captura d’aliment. Pot ser molt llarga, 1 m en algunes espècies de Bonellia amb un tronc de 8 cm. El tronc és més o menys cilíndric o globulós, i pot presentar un anellament transversal, que no es una veritable metameria ja que no es reflecteix internament. En la regió anterior hi ha l'aparell setífer format per un o dos grups de setes, i els nefròpors, i en l'extremitat posterior, en posició terminal, l'anus.
La paret del cos està formada per la cutícula, l'epidermis i la derma sota la qual està la musculatura, que limita amb el peritoneu sota el qual està la cavitat celomàtica. El sistema nerviós consta d’un collar perisofàgic i un cordó ventral que emet nervis perifèrics. L'aparell digestiu és complet; a la part posterior presenta uns sacs anals amb funció excretora situats simètricament. L'aparell circulatori està ben desenvolupat és tancat. Els sexes són separats. Tenen una glàndula genital imparella localitzada a la regió posterior del tronc.

## Història natural
Són cucs marins bentònics semblants en mida i hàbits als sipúnculs. Moltes espècies com les dels gèneres Echiurus, Urechis i Ikeda, viuen cataus en la sorra i el llot; d'altres viuen en esquerdes en roques i coralls. Thalassema mellita, que viu a la costa sud-occidental dels EUA, habita en els exoesquelets dels clipesteroides morts; hi entren quan són molt petits i després ja són massa grans per sortir-ne.
Està poc estudiat, amb l'excepció de l'espècie Bonellia viridis; produeix un pigment d'un verd llampant en la seva pell conegut com a bonel·lina. Les larves planctòniques de Bonellia són molt sensibles a la presència d'aquest compost, que fa que es desenvolupin en mascles que la femella adulta inhalarà. Sobreviuen com un organisme productor d'esperma semiparàsit que viu en una cambra especialitzada del cos.
En presència de llum, la bonel·lina és un biocida molt efectiu contra els bacteris i larves d'altres organismes, encara que també els eritròcits, en els tests de laboratori.

## Taxonomia
La subclasse Echiura inclou un únic ordre amb dos subordres i cinc famílies:
Ordre Echiuroidea
Subordre Bonelliida
- Família Bonelliidae Lacaze-Duthiers, 1858
- Família Ikedidae Bock, 1942

Subordre Echiurida
- Família Echiuridae Quatrefages, 1847
- Família Thalassematidae Forbes & Goodsir, 1841
- Família Urechidae Monro, 1927